# ГЕС Міранда (Мінас-Жерайс)
ГЕС Міранда — гідроелектростанція на сході Бразилії у штаті Мінас-Жерайс. Знаходячись між ГЕС Нова-Понте (вище по течії) та ГЕС Capim Branco I, входить до складу каскаду на річці Арагуарі, яка впадає зліва у Паранаїбу (верхня течія Парани).
Для роботи ГЕС річку перекрили комбінованою кам'яно-накидною та земляною греблею висотою 85 метрів та довжиною 1050 метрів. Вона утворила водосховище з площею поверхні 51 км2 та об'ємом 1120 млн м3 (корисний об'єм 146 млн м3), для якого нормальним коливанням рівня є знаходження між позначками 693 та 696 метрів НРМ.
Пригреблевий машинний зал обладнали трьома турбінами типу Френсіс потужністю по 136 МВт, які працюють при напорі в 71 метр.
Видача продукції відбувається по ЛЕП, розрахованій на роботу під напругою 138 кВ.